# Casteggio

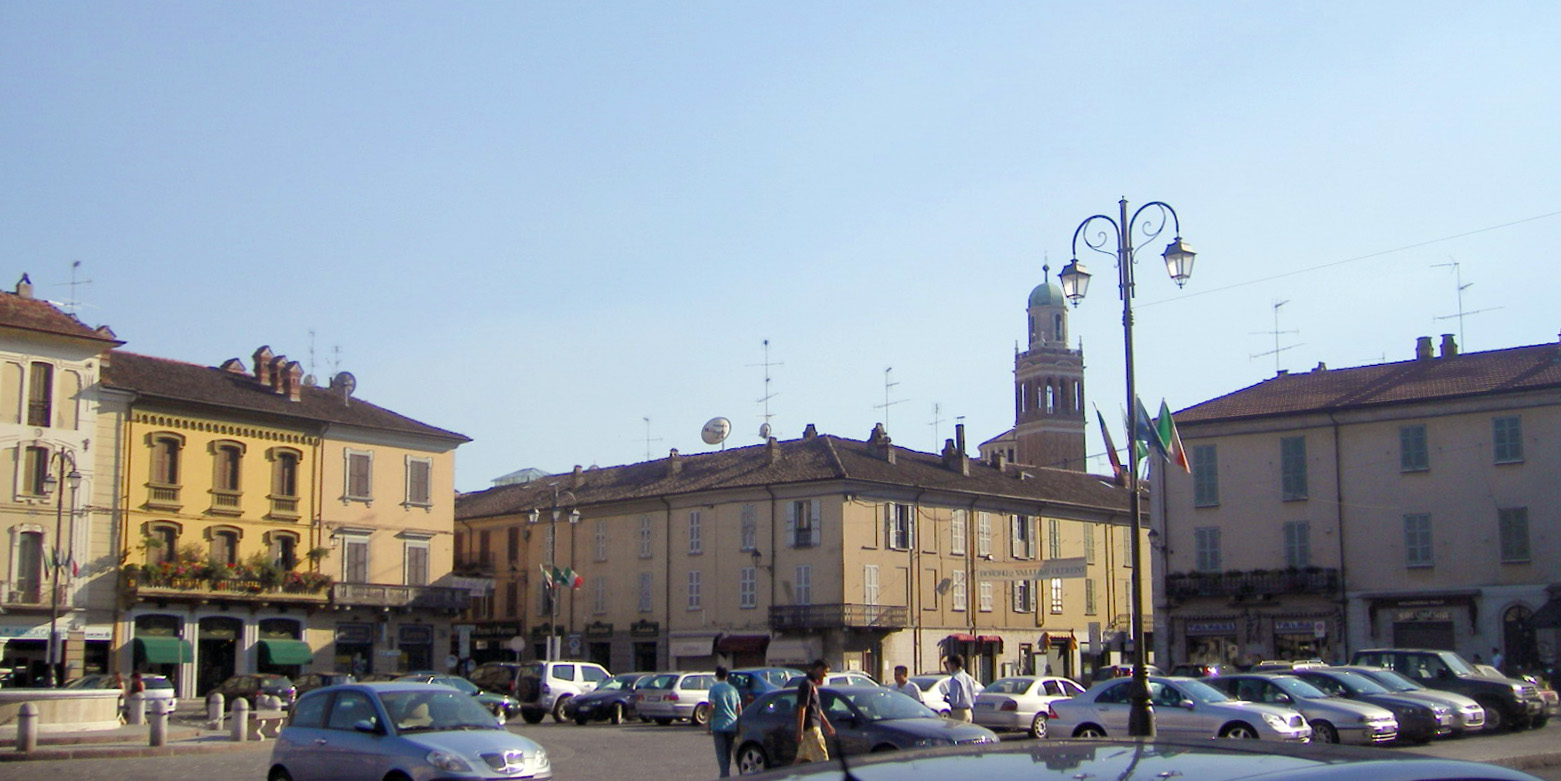
Casteggio

Casteggio ist eine norditalienische Gemeinde (comune) mit 6461 Einwohnern (Stand 31. Dezember 2023) in der Provinz Pavia in der Lombardei. Die Gemeinde liegt etwa 20 Kilometer südsüdwestlich von Pavia.

## Geschichte
Casteggio geht historisch auf die gallische Siedlung Clastidium zurück. In den Jahren 223 und 222 vor Christus wird die Stadt der römischen Herrschaft unterworfen. Der Durchzug Hannibals wenige Jahre später geht nicht spurlos an der Siedlung vorüber. Hier fand die Schlacht von Clastidium statt.
Die Via Emilia führt auch heute noch durch den Ort. 
Im späten Mittelalter verschiebt sich der Ortsname von Clastidium nach Chiastitium, Chiastezzio und schließlich Chiasteggio.

## Persönlichkeiten
- Alessandro Della Seta (1879–1944), Archäologe

## Verkehr
Nördlich der Ortschaft verläuft in West-Ost-Richtung die Autostrada A21 von Turin nach Brescia. Ferner durchzieht die Strada Statale 10 Padana Inferiore die Gemeinde. Richtung Pavia führt die frühere Strada Statale 35 dei Giovi.
Der Bahnhof liegt an der Bahnstrecke Alessandria–Piacenza.

## Ortsteile
Im Gemeindegebiet liegen neben dem Hauptort die Fraktionen Fonderia, Mairano und Rivetta, sowie die Wohnplätze Borghetto, Canova, Caretta, Crotesi, Torchio und Tronconero.

## Weinbau
Hier wird der gleichnamige Rotwein mit geschützter Herkunftsbezeichnung (DOC) produziert. Der Wein muss zu mindestens 65 % aus der Rebsorte Barbera bestehen. Höchstens 35 % Croatina, Uva Rara, Vespolina (Ughetta) und Pinot Nero dürfen zugesetzt werden. Der Anbau ist in Casteggio zugelassen sowie in den umliegenden Gemeinden Borgo Priolo, Corvino San Quirico, Montebello della Battaglia, Calvignano, Oliva Gessi und Torrazza Coste. Die Denomination gibt es seit 2010; sie wurde am 7. März 2014 aktualisiert.